# Colomastix gibbosa
Colomastix gibbosa är en kräftdjursart som beskrevs av LeCroy 1995. Colomastix gibbosa ingår i släktet Colomastix och familjen Colomastigidae. Inga underarter finns listade i Catalogue of Life.